# Cosseno

Função cosseno.

Observa-se o cosseno sendo gerado no eixo y, para se visualizar cosseno(x) somente é necessário rotacionar a imagem a 90º em sentido horário e inverte-la horizontalmente.

O cosseno (pré-AO 1990: co-seno) é uma função trigonométrica. Dado um triângulo retângulo com um de seus ângulos internos igual a {\displaystyle \theta }, define-se {\displaystyle \cos \theta } como sendo a razão entre o cateto adjacente a {\displaystyle \theta } e a hipotenusa deste triângulo. Ou seja:
{\displaystyle \cos \theta ={\frac {\text{Cateto adjacente}}{\text{Hipotenusa}}}}

## Definição Analítica
Pode-se definir a função co-seno pelo polinômio de Mclaurin 
{\displaystyle \cos x=\sum _{n=0}^{\infty }{\frac {(-1)^{n}}{(2n)!}}x^{2n}\quad }
para todo {\displaystyle x}, que nada mais é que uma série de Taylor em torno de {\displaystyle x=0} e possui raio de convergência infinito.
Tal definição tem sentido tanto no conjunto dos números reais como no conjunto dos números complexos, e desta maneira pode-se definir o co-seno de um número complexo {\displaystyle z=x+iy} como:
Onde {\displaystyle i} é a unidade imaginária, {\displaystyle \operatorname {senh} ()} é a função seno hiperbólico e {\displaystyle \cosh()} é a função co-seno hiperbólico.

## Propriedades dos cossenos
Os valores que um cosseno pode obter repetem-se a cada 360 graus, ou {\displaystyle 2\pi } radianos ― por exemplo, o cosseno de {\displaystyle \left({\frac {\pi }{2}}\right)} é igual ao cosseno de {\displaystyle \left(2\pi +{\frac {\pi }{2}}\right)}. Portanto:
{\displaystyle \cos \theta =\cos \left(\theta +2\pi \right)}
onde os ângulos estão em radianos. Essa expressão serve para quando se quer saber o cosseno de um ângulo maior que {\displaystyle 2\pi } radianos. Na verdade, poderíamos usar qualquer múltiplo inteiro de {\displaystyle 2\pi } nessa expressão (incluindo os negativos). Genericamente,
{\displaystyle \cos \theta =\cos \left(\theta +2k\pi \right),k\in \mathbb {Z} }